# دیزج (شاهرود)
دیزج یک روستا در ایران است که در دهستان حومه (شاهرود) واقع شده‌است. دیزج ۱٬۸۷۹ نفر جمعیت دارد.
دیزج در استان سمنان و شهرستان شاهرود واقع است
شغل مردم دیزج کشاورزی و دامداری است.
محصولات کشاورزی دیزج :انگور زردآلو گندم و سیب 
در حل حاطر به دلیل سرما زدگی محصولات  مردم به سمت کشت محصول در گلخانه روی آورده اند. 
در دیزج شرکت‌های دانش بنیان به ساخت گلخانه HT روی آورده اند
دیزج 22 شهید در دفاع از کشور نثار انقلاب کرده و امام زاده محمد از نوادگان امام موسی کاظم در دیزج قرار دارد
مراسم نخل گردانی روز عاشورا در دیزج